# Stephen B. Luce
Pour les articles homonymes, voir Luce.
Stephen Bleecker Luce (25 mars 1827 - 28 juillet 1917) était un contre-amiral (Rear Admiral) de la marine américaine (US Navy) pendant la guerre de Sécession. Il a été le fondateur et le premier président de l'École navale de guerre (Naval War College), entre 1884 et 1886.

## Biographie
Né à Albany, dans l'État de New York, du Docteur Vinal Luce et de Charlotte Bleecker, Stephen B. Luce a été l'un des officiers les plus remarquables de la marine dans de nombreux domaines, notamment la stratégie, le matelotage, l'éducation et le développement professionnel. Il est surtout connu pour être le fondateur de l'École navale de guerre (Naval War College). En 1854, Luce a épousé Elizabeth Henley, petite nièce de Martha Washington, épouse du président George Washington. Parmi leurs enfants, on compte leur fille Caroline (1857-1933), qui deviendra l'épouse de Montgomery M. Macomb, général de brigade (brigadier general) de l'armée de terre américaine (US Army).
Luce entre dans la marine américaine (US Navy) à l'âge de 14 ans, le 19 octobre 1841, en tant qu'aspirant (midshipman). Il suit les cours de l'école navale de Philadelphie (Naval School in Philadelphia) jusqu'à l'ouverture de la nouvelle académie navale des États-Unis à Annapolis, dans le Maryland, en 1845. Il a obtenu son diplôme en 1848 et a reçu son brevet d'aspirant le 10 août 1847. Il est promu lieutenant le 15 septembre 1855.

### La guerre civile
Luce sert avec les bloqueurs de la côte atlantique pendant la guerre de Sécession et commande le monitor Nantucket lors du siège de Charleston, en Caroline du Sud. Il est promu lieutenant-commandant en 1862. Il est affecté à l'Académie navale américaine de Newport, au Rhode Island, de janvier 1862 à octobre 1863. En 1862, alors qu'il dirige le département de matelotage de l'Académie navale américaine, il prépare l'un des premiers manuels de matelotage utilisés par l'Académie. Pendant la guerre, il commande également le USS Sonoma, le USS Canandaigua et le USS Pontiac.
Il est promu commandant (commander) en 1866.

### L'après-guerre civile
Après la guerre de Sécession, Luce organise le programme de formation des apprentis de la marine afin de préparer les marins et les officiers mariniers au service de la flotte. Il est promu capitaine (captain) en décembre 1872 et sert au Boston Navy Yard jusqu'en 1875. Il commande le USS Hartford de novembre 1875 à août 1877. D'août à décembre 1877, le capitaine Luce est inspecteur des navires-écoles. De janvier 1878 à février 1881, il commande le navire-école USS Minnesota.
De juillet à septembre 1884, Luce commande le North Atlantic Squadron (escadre de l'Atlantique Nord) avec l'USS Tennessee comme navire amiral. De juin 1886 à février 1889, Luce a commandé l'escadre de l'Atlantique Nord avec l'USS Richmond comme navire amiral.
Luce a également contribué à la création de l'Institut naval américain (United States Naval Institute, USNI) et de sa publication, Proceedings. Il a été président de l'institut de 1887 à 1898.

### Newport
En 1881, Luce est promu commodore et commande l'US Navy Training Squadron (escadron d'entraînement de la marine américaine) à Newport d'avril 1881 à juin 1884.
Alors qu'il commande l'escadron d'entraînement, Luce élabore et met en œuvre le programme de formation des apprentis, le premier programme officiel de formation des marins enrôlés pour le service dans la marine. Le plan de Luce consistait à demander à de jeunes hommes brillants et en bonne santé (âgés de 14 à 17 ans) de suivre un apprentissage de trois ans au sein de l'escadron d'entraînement, au cours duquel ils recevaient une éducation académique ainsi qu'une formation pratique leur permettant d'acquérir diverses compétences en matière de matelotage.
Les "boys" (garçons), comme les apprentis sont officiellement appelés, sont généralement enrôlés par leurs parents jusqu'à ce qu'ils atteignent l'âge de 21 ans, après quoi ils peuvent décider s'ils souhaitent prolonger leur service dans la marine. Auparavant, la marine accueillait des recrues sans expérience préalable et la formation des marins enrôlés se faisait "sur le tas". Le problème de cette approche était que de nombreuses recrues n'avaient pas la discipline et les compétences nécessaires pour être utiles à la marine. La vision de Luce à partir du programme d'apprentissage était de former des marins parfaitement entraînés et habitués à la vie dans la marine avant de rejoindre la flotte. Le programme a pris fin lorsque les États-Unis sont entrés dans la Première Guerre mondiale en 1917, car la marine avait besoin de former rapidement des marins pour le service pendant la guerre.
Sur la base des demandes pressantes et des rapports exhaustifs de Luce, le Naval War College (École de guerre) de Newport (Rhode Island) a été créé le 6 octobre 1884 et Luce en a été le premier président. En 1885, il fut promu contre-amiral et, en 1886, le capitaine Alfred Thayer Mahan, dont les écrits avaient grandement influencé la décision de la marine de créer l'École de guerre, lui succéda au poste de président.

### La retraite
Le USS Richmond fut la dernière mission en mer de Luce avant de prendre sa retraite, ayant atteint l'âge obligatoire de 62 ans, le 25 mars 1889. Malgré sa retraite, Luce continue de s'intéresser à l'amélioration de l'efficacité de la marine. Il retourne à l'École de guerre en 1901 et y enseigne pendant près de dix ans. Il prend finalement sa retraite en novembre 1910, à l'âge de 83 ans.

## Affiliations
Luce appartient à plusieurs sociétés militaires. En 1894, il rejoint l'Aztec Club of 1847, une société militaire regroupant des officiers ayant servi pendant la guerre du Mexique, dont il est le président de 1910 à 1911.
Il rejoint l'Ordre militaire des guerres étrangères (Military Order of Foreign Wars - MOFW) et devient le commandant fondateur de la commanderie du Rhode Island du MOFW en 1900. Il est également membre de l'Ordre militaire de la Loyal Legion des États-Unis (Military Order of the Loyal Legion of the United States - insigne numéro 13 113) et de l'Ordre naval des États-Unis (Naval Order of the United States).
En 1901, il est élu au conseil d'administration de la Redwood Library à Newport.
Luce est un membre actif de l'Église épiscopale protestante. Il est membre du conseil de la "All Saints Memorial Chapel" à Newport, Rhode Island, et paroissien de la "St. John's Episcopal Church" à Newport, où il est membre du conseil et gardien.

## Décès et enterrement
Luce est décédé le 28 juillet 1917 et a été enterré dans le cimetière de l'église épiscopale St. Mary's à Portsmouth dans l'état de Rhode Island,,
.

## Publications
En 1863, David Van Nostrand publie le manuel "Seamanship" de Stephen Luce (disponible sur Google Books). L'ouvrage était destiné à l'Académie navale des États-Unis. Une édition ultérieure est parue en 1905.
En décembre 1891, The North American Review a publié l'article de Luce intitulé "The Benefits of War" (disponible sur JSTOR).
Luce a également édité The "Patriotic and Naval Songster" (1883).

## Promotions militaires
Référence – U.S. Navy Register, 1899. p. 70.
- Midshipman – 19 octobre 1841
- Passed Midshipman – 10 août 1847[note 1]
- Lieutenant – 16 septembre 1855[note 2]
- Lieutenant Commander – 16 juillet 1862
- Commander – 25 juillet 1866
- Captain – 28 décembre 1872
- Commodore – 25 novembre 1881
- Rear Admiral – 5 octobre 1885
- Liste des retraités – 25 mars 1889
- Retraité en service actif – 13 février 1901
- Départ à la retraite définitif – Novembre 1910

## Récompenses
- Civil War Campaign Medal (Médaille de la campagne de la guerre civile)
- Spanish Campaign Medal (Médaille de la campagne d'Espagne

## Héritage
Trois navires ont été baptisés USS Luce en son honneur.
L'United States Naval Academy (Académie navale d'Annapolis ou Académie navale des États-Unis) et le Naval War College ont tous deux des bâtiments nommés "Luce Hall" en son honneur.
L'auditorium de l'ancien Naval Training Center, construit en 1941 à San Diego, en Californie, a été baptisé "Luce Auditorium". La bibliothèque du State University of New York Maritime College est la "Stephen B. Luce Library".
L'église épiscopale St. John's de Newport possède un vitrail commémoratif en l'honneur de Luce.
Une plaque en l'honneur de l'amiral Luce se trouve à l'angle de Kay Street et de Rhode Island Avenue à Newport.